# Llista d'espècies de tomísids (I-O)
Llista d'espècies de tomísids, per ordre alfabètic de la lletra I a la lletra O, amb totes les espècies descrites fins al 28 de novembre de 2006.
- Per a les llistes d'espècies amb les altres lletres de l'alfabet, aneu a l'article principal, Llista d'espècies de tomísids.
- Per a la llista completa de tots els gèneres vegeu l'article Llista de gèneres de tomísids.

## Gèneres i espècies

### Iphoctesis
Iphoctesis Simon, 1903
- Iphoctesis echinipes Simon, 1903 (Madagascar)

### Isala
Isala L. Koch, 1876
- Isala punctata L. Koch, 1876 (Austràlia)

### Isaloides
Isaloides F. O. P.-Cambridge, 1900
- Isaloides putus (O. P.-Cambridge, 1891) (Mèxic, Panamà)
- Isaloides toussainti Banks, 1903 (Cuba, Hispaniola)
- Isaloides yollotl Jiménez, 1992 (Mèxic)

### Lampertia
Lampertia Strand, 1907
- Lampertia pulchra Strand, 1907 (Madagascar)

### Latifrons
Latifrons Kulczyn'ski, 1911
- Latifrons picta Kulczyn'ski, 1911 (Nova Guinea)

### Ledouxia
Ledouxia Lehtinen, 2005
- Ledouxia alluaudi (Simon, 1898) (Maurici, Réunion)

### Loxobates
Loxobates Thorell, 1877
- Loxobates castetsi (Simon, 1906) (Índia)
- Loxobates daitoensis Ono, 1988 (Xina, Japó)
- Loxobates ephippiatus Thorell, 1877 (Sulawesi)
- Loxobates kapuri (Tikader, 1980) (Índia)
- Loxobates kawilus Barrion & Litsinger, 1995 (Filipines)
- Loxobates masapangensis Barrion & Litsinger, 1995 (Filipines)
- Loxobates minor Ono, 2001 (Bhutan)
- Loxobates ornatus Thorell, 1891 (Malàisia)
- Loxobates quinquenotatus Thorell, 1895 (Myanmar)
- Loxobates spiniformis Yang, Zhu & Song, 2006 (Xina)

### Loxoporetes
Loxoporetes Kulczyn'ski, 1911
- Loxoporetes colcloughi (Rainbow, 1912) (Queensland)
- Loxoporetes nouhuysii Kulczyn'ski, 1911 (Nova Guinea)

### Lycopus
Lycopus Thorell, 1895
- Lycopus atypicus Strand, 1911 (Moluques, Nova Guinea)
- Lycopus edax Thorell, 1895 (Myanmar)
- Lycopus kochi Kulczyn'ski, 1911 (Nova Guinea)
- Lycopus rubropictus Workman, 1896 (Singapur)
- Lycopus trabeatus Simon, 1895 (Índia)

### Lysiteles
Lysiteles Simon, 1895
- Lysiteles ambrosii Ono, 2001 (Bhutan, Xina)
- Lysiteles amoenus Ono, 1980 (Bhutan, Taiwan)
- Lysiteles anchorus Zhu, Lian & Ono, 2004 (Xina)
- Lysiteles annapurnus Ono, 1979 (Nepal)
- Lysiteles badongensis Song & Chai, 1990 (Xina)
- Lysiteles bhutanus Ono, 2001 (Bhutan, Xina)
- Lysiteles boteus Barrion & Litsinger, 1995 (Filipines)
- Lysiteles brunettii (Tikader, 1962) (Índia)
- Lysiteles catulus Simon, 1895 (Índia)
- Lysiteles conicus Tang i cols., 2007 (Xina)
- Lysiteles coronatus (Grube, 1861) (Rússia, Xina, Corea, Japó)
- Lysiteles davidi Tang i cols., 2007 (Xina)
- Lysiteles dentatus Tang i cols., 2007 (Xina)
- Lysiteles dianicus Song & Zhao, 1994 (Xina)
- Lysiteles digitatus Zhang, Zhu & Tso, 2006 (Taiwan)
- Lysiteles excultus (O. P.-Cambridge, 1885) (Índia, Pakistan)
- Lysiteles guangxiensis He & Hu, 1999 (Xina)
- Lysiteles himalayensis Ono, 1979 (Nepal, Bhutan)
- Lysiteles hongkong Song, Zhu & Wu, 1997 (Xina)
- Lysiteles inflatus Song & Chai, 1990 (Xina)
- Lysiteles kunmingensis Song & Zhao, 1994 (Bhutan, Xina)
- Lysiteles lepusculus Ono, 1979 (Nepal)
- Lysiteles linzhiensis Hu, 2001 (Xina)
- Lysiteles magkalapitus Barrion & Litsinger, 1995 (Filipines)
- Lysiteles maior Ono, 1979 (Rússia, Nepal fins al Japó)
- Lysiteles mandali (Tikader, 1966) (Índia, Xina)
- Lysiteles miniatus Ono, 1980 (Illes Ryukyu)
- Lysiteles minimus (Schenkel, 1953) (Xina)
- Lysiteles minusculus Song & Chai, 1990 (Bhutan, Xina)
- Lysiteles montivagus Ono, 1979 (Nepal)
- Lysiteles niger Ono, 1979 (Nepal, Bhutan)
- Lysiteles okumae Ono, 1980 (Japó)
- Lysiteles parvulus Ono, 1979 (Nepal)
- Lysiteles punctiger Ono, 2001 (Bhutan)
- Lysiteles qiuae Song & Wang, 1991 (Xina)
- Lysiteles saltus Ono, 1979 (Nepal, Bhutan, Xina)
- Lysiteles silvanus Ono, 1980 (Xina, Taiwan)
- Lysiteles sorsogonensis Barrion & Litsinger, 1995 (Filipines)
- Lysiteles suwertikos Barrion & Litsinger, 1995 (Filipines)
- Lysiteles torsivus Zhang, Zhu & Tso, 2006 (Taiwan)
- Lysiteles umalii Barrion & Litsinger, 1995 (Filipines)
- Lysiteles wenensis Song, 1995 (Xina)
- Lysiteles wittmeri Ono, 2001 (Bhutan)

### Majellula
Majellula Strand, 1932
- Majellula affinis (O. P.-Cambridge, 1896) (Mèxic)
- Majellula pulchra Bryant, 1940 (Cuba)
- Majellula spinigera (O. P.-Cambridge, 1891) (Guatemala)

### Martus
Martus Mello-Leitão, 1943
- Martus albolineatus Mello-Leitão, 1943 (Brasil)

### Massuria
Massuria Thorell, 1887
- Massuria angulata Thorell, 1887 (Myanmar)
- Massuria roonwali (Basu, 1964) (Índia)
- Massuria sreepanchamii (Tikader, 1962) (Índia)
- Massuria watari Ono, 2002 (Japó)

### Mastira
Mastira Thorell, 1891
- Mastira bipunctata Thorell, 1891 (Taiwan, Singapur, Sumatra)
- Mastira bitaeniata (Thorell, 1878) (Amboina)
- Mastira cimicina (Thorell, 1881) (Filipines, Nova Guinea, Illes Aru, Queensland)
- Mastira flavens (Thorell, 1877) (Taiwan, Filipines, Sulawesi)
- Mastira menoka (Tikader, 1963) (Índia)
- Mastira nicobarensis (Tikader, 1980) (Illes Nicobar)
- Mastira nitida (Thorell, 1877) (Filipines, Sulawesi, Amboina, Moluques)

### Mecaphesa
Mecaphesa Simon, 1900
- Mecaphesa cincta Simon, 1900 (Hawaii)
- Mecaphesa inclEUA (Banks, 1902) (Illes Galápagos)
- Mecaphesa naevigera (Simon, 1900) (Hawaii)
- Mecaphesa perkinsi Simon, 1904 (Hawaii)
- Mecaphesa semispinosa Simon, 1900 (Hawaii)
- Mecaphesa sjostedti (Berland, 1924) (Illa Juan Fernandez)

### Megapyge
Megapyge Caporiacco, 1947
- Megapyge rufa Caporiacco, 1947 (Guyana)

### Metadiaea
Metadiaea Mello-Leitão, 1929
- Metadiaea fidelis Mello-Leitão, 1929 (Brasil)

### Misumena
Misumena Latreille, 1804
- Misumena adelae Mello-Leitão, 1944 (Argentina)
- Misumena alpha Chrysanthus, 1964 (Nova Guinea)
- Misumena amabilis Keyserling, 1880 (Perú)
- Misumena annapurna Tikader, 1963 (Índia)
- Misumena arrogans Thorell, 1881 (Illes Yule)
- Misumena atrocincta Costa, 1875 (Egipte)
- Misumena beta Chrysanthus, 1964 (Nova Guinea)
- Misumena bicolor Simon, 1875 (Còrsega)
- Misumena bipunctata Rainbow, 1898 (Austràlia)
- Misumena citreoides (Taczanowski, 1872) (Guyana, Guaiana Francesa)
- Misumena conferta Banks, 1898 (Mèxic)
- Misumena fasciata Kulczyn'ski, 1911 (Nova Guinea)
- Misumena fidelis Banks, 1898 (EUA, Mèxic)
- Misumena frenata Simon, 1909 (Vietnam)
- Misumena ganpatii Kumari & Mittal, 1994 (Índia)
- Misumena greenae Tikader, 1965 (Índia)
- Misumena grubei (Simon, 1895) (Mongòlia, Xina)
- Misumena indra Tikader, 1963 (Índia)
- Misumena innotata Thorell, 1881 (Nova Guinea)
- Misumena lorentzi Kulczyn'ski, 1911 (Nova Guinea)
- Misumena luteovariata Mello-Leitão, 1929 (Brasil)
- Misumena maputiyana Barrion & Litsinger, 1995 (Filipines)
- Misumena maronica Caporiacco, 1954 (Guaiana Francesa)
- Misumena mridulai Tikader, 1962 (Índia)
- Misumena nana Lessert, 1933 (Angola)
- Misumena nigripes (Taczanowski, 1872) (Perú, Guaiana Francesa)
- Misumena nigromaculata Denis, 1963 (Madeira)
- Misumena oblonga O. P.-Cambridge, 1885 (Yarkand)
- Misumena pallescens Caporiacco, 1949 (Kenya)
- Misumena peninsulana Banks, 1898 (Mèxic)
- Misumena picta Franganillo, 1926 (Cuba)
- Misumena platimanu Mello-Leitão, 1929 (Brasil)
- Misumena quadrivulvata Franganillo, 1926 (Cuba)
- Misumena rubripes Keyserling, 1880 (Perú)
- Misumena spinifera (Blackwall, 1862) (Madeira, Illes Canàries)
- Misumena spinigaster Mello-Leitão, 1929 (Brasil)
- Misumena tapyasuka Barrion & Litsinger, 1995 (Java)
- Misumena terrosa Soares, 1944 (Brasil)
- Misumena variegata Keyserling, 1880 (Perú)
- Misumena vatia (Clerck, 1757) (Holàrtic)
- Misumena vazquezae Jiménez, 1986 (Mèxic)
- Misumena viridans Mello-Leitão, 1917 (Brasil)

### Misumenoides
Misumenoides F. O. P.-Cambridge, 1900
- Misumenoides annulipes (O. P.-Cambridge, 1891) (Mèxic, Guatemala)
- Misumenoides bifissus F. O. P.-Cambridge, 1900 (Guatemala)
- Misumenoides blandus (O. P.-Cambridge, 1891) (Guatemala, Panamà)
- Misumenoides carminatus Mello-Leitão, 1941 (Argentina)
- Misumenoides chlorophilus (Holmberg, 1881) (Argentina)
- Misumenoides corticatus Mello-Leitão, 1929 (Brasil)
- Misumenoides crassipes (Keyserling, 1880) (Colòmbia)
- Misumenoides dasysternon Mello-Leitão, 1943 (Xile)
- Misumenoides decipiens Caporiacco, 1955 (Veneçuela)
- Misumenoides depressus (O. P.-Cambridge, 1891) (Guatemala)
- Misumenoides eximius Mello-Leitão, 1938 (Argentina)
- Misumenoides formosipes (Walckenaer, 1837) (EUA, Canadà)
- Misumenoides fusciventris Mello-Leitão, 1929 (Brasil)
- Misumenoides gerschmanae Mello-Leitão, 1944 (Argentina)
- Misumenoides gwarighatensis Gajbe, 2004 (Índia)
- Misumenoides illotus Soares, 1944 (Brasil)
- Misumenoides magnus (Keyserling, 1880) (Mèxic fins a Colòmbia)
- Misumenoides nicoleti Roewer, 1951 (Xile)
- Misumenoides nigripes Mello-Leitão, 1929 (Brasil)
- Misumenoides nigromaculatus (Keyserling, 1880) (Brasil)
- Misumenoides parvus (Keyserling, 1880) (Mèxic fins a Colòmbia)
- Misumenoides paucispinosus Mello-Leitão, 1929 (Brasil, Guyana)
- Misumenoides proseni Mello-Leitão, 1944 (Argentina)
- Misumenoides quetzaltocatl Jiménez, 1992 (Mèxic)
- Misumenoides roseiceps Mello-Leitão, 1949 (Brasil)
- Misumenoides rubrithorax Caporiacco, 1947 (Guyana)
- Misumenoides rubroniger Mello-Leitão, 1947 (Brasil)
- Misumenoides rugosus (O. P.-Cambridge, 1891) (Guatemala, Panamà)
- Misumenoides similis (Keyserling, 1881) (Brasil)
- Misumenoides tibialis (O. P.-Cambridge, 1891) (Panamà, Brasil)
- Misumenoides variegatus Mello-Leitão, 1941 (Argentina)
- Misumenoides vigilans (O. P.-Cambridge, 1890) (Guatemala)
- Misumenoides vulneratus Mello-Leitão, 1929 (Brasil)

### Misumenops
Misumenops F. O. P.-Cambridge, 1900
- Misumenops aikoae Schick, 1965 (EUA)
- Misumenops anachoretus (Holmberg, 1876) (Argentina)
- Misumenops anguliventris (Simon, 1900) (Hawaii)
- Misumenops argenteus (Mello-Leitão, 1929) (Brasil, Guaiana Francesa)
- Misumenops aridus Suman, 1970 (Hawaii)
- Misumenops armatus Spassky, 1952 (Àsia central)
- Misumenops asperatus (Hentz, 1847) (North, Amèrica Central, Índies Occidentals)
- Misumenops balteus Suman, 1970 (Hawaii)
- Misumenops bellulus (Banks, 1896) (EUA, Cuba, Illes Verges)
- Misumenops biannulipes (Mello-Leitão, 1929) (Brasil)
- Misumenops bivittatus (Keyserling, 1880) (Brasil, Uruguai)
- Misumenops bubulcus Suman, 1970 (Puerto Rico)
- Misumenops californicus (Banks, 1896) (EUA, Mèxic, Hispaniola)
- Misumenops callinurus Mello-Leitão, 1929 (Brasil)
- Misumenops candidoi (Caporiacco, 1948) (Guyana)
- Misumenops carletonicus Dondale & Redner, 1976 (EUA, Canadà)
- Misumenops carneus Mello-Leitão, 1944 (Argentina)
- Misumenops cavatus Suman, 1970 (Hawaii)
- Misumenops celer (Hentz, 1847) (North, Amèrica Central)
  - Misumenops celer olivaceus (Franganillo, 1930) (Cuba)
  - Misumenops celer punctatus (Franganillo, 1926) (Cuba)
- Misumenops coloradensis Gertsch, 1933 (EUA, Mèxic)
- Misumenops conspersus (Keyserling, 1880) (Perú)
- Misumenops consuetus (Banks, 1898) (Mèxic)
- Misumenops croceus (Keyserling, 1880) (Colòmbia fins a Paraguai)
- Misumenops cruentatus (Walckenaer, 1837) (EUA)
- Misumenops curadoi Soares, 1943 (Brasil)
- Misumenops dalmasi Berland, 1927 (Illes Marqueses)
- Misumenops damnosus (Keyserling, 1880) (Mèxic, Guatemala, Panamà)
- Misumenops decolor (Kulczyn'ski, 1901) (Etiòpia)
- Misumenops decorus (Banks, 1898) (Mèxic, Guatemala)
- Misumenops deserti Schick, 1965 (EUA, Mèxic)
- Misumenops desidiosus (Walckenaer, 1837) (EUA)
- Misumenops devius Gertsch, 1939 (EUA)
- Misumenops discretus Suman, 1970 (Hawaii)
- Misumenops dubius (Keyserling, 1880) (EUA, Mèxic)
- Misumenops editus Suman, 1970 (Hawaii)
- Misumenops exanthematicus (Holmberg, 1881) (Argentina)
- Misumenops facundus Suman, 1970 (Hawaii)
- Misumenops fluminensis Mello-Leitão, 1929 (Brasil)
- Misumenops forcatus Song & Chai, 1990 (Xina)
- Misumenops gabrielensis Schick, 1965 (EUA)
- Misumenops gertschi Kraus, 1955 (El Salvador)
- Misumenops gibbosus (Blackwall, 1862) (Brasil)
- Misumenops gracilis (Keyserling, 1880) (Mèxic)
- Misumenops guianensis (Taczanowski, 1872) (Brasil, Guaiana Francesa)
- Misumenops haemorrhous Mello-Leitão, 1949 (Brasil)
- Misumenops hiatus Suman, 1970 (Hawaii)
- Misumenops ignobilis (Badcock, 1932) (Paraguai, Argentina)
- Misumenops imbricatus Suman, 1970 (Hawaii)
- Misumenops importunus (Keyserling, 1881) (EUA)
  - Misumenops importunus belkini Schick, 1965 (EUA)
- Misumenops iners (Walckenaer, 1837) (EUA)
- Misumenops insulanus (Keyserling, 1890) (Hawaii)
- Misumenops junctus Suman, 1970 (Hawaii)
- Misumenops kanakanus (Karsch, 1880) (Hawaii)
- Misumenops khandalaensis Tikader, 1965 (Índia)
- Misumenops laticeps (Mello-Leitão, 1944) (Argentina)
- Misumenops lenis (Keyserling, 1880) (Brasil)
- Misumenops lepidus (Thorell, 1877) (EUA, Canadà)
- Misumenops litteratus (Piza, 1933) (Brasil)
- Misumenops longispinosus (Mello-Leitão, 1949) (Brasil)
- Misumenops lowriei Schick, 1970 (EUA)
- Misumenops maculissparsus (Keyserling, 1891) (Brasil)
- Misumenops melloleitaoi Berland, 1942 (Tahití)
- Misumenops mexicanus (Keyserling, 1880) (Mèxic)
- Misumenops modestus (Banks, 1898) (EUA, Mèxic)
- Misumenops morrisi Barrion & Litsinger, 1995 (Filipines)
- Misumenops nepenthicola (Pocock, 1898) (Singapur, Borneo)
- Misumenops nigrofrenatus (Simon, 1900) (Hawaii)
- Misumenops obesulus Gertsch & Davis, 1940 (Mèxic)
- Misumenops oblongus (Keyserling, 1880) (Canadà fins a Guatemala, Saint Vincent)
- Misumenops ocellatus (Tullgren, 1905) (Bolívia, Argentina)
- Misumenops octoguttatus Mello-Leitão, 1941 (Argentina)
- Misumenops oreades (Simon, 1900) (Hawaii)
- Misumenops pallens (Keyserling, 1880) (Guatemala fins a Argentina)
- Misumenops pallidus (Keyserling, 1880) (Colòmbia fins a Argentina)
  - Misumenops pallidus reichlini Schenkel, 1949 (Argentina)
- Misumenops paranensis (Mello-Leitão, 1932) (Brasil)
- Misumenops pascalis (O. P.-Cambridge, 1891) (Panamà)
- Misumenops persimilis Kraus, 1955 (El Salvador)
- Misumenops prosper (O. P.-Cambridge, 1896) (Guatemala)
- Misumenops punctatus (Keyserling, 1880) (Perú)
- Misumenops pustulatus (Mello-Leitão, 1929) (Brasil)
- Misumenops quercinus Schick, 1965 (EUA)
- Misumenops rapaensis Berland, 1934 (Rapa)
- Misumenops revillagigedoensis Jiménez, 1991 (Mèxic)
- Misumenops robustus Simon, 1929 (Veneçuela, Perú, Brasil)
- Misumenops roseofuscus Mello-Leitão, 1944 (Argentina)
- Misumenops rothi Schick, 1965 (EUA)
- Misumenops rubrodecoratus Millot, 1942 (Àfrica)
- Misumenops rufithorax (Simon, 1904) (Hawaii)
- Misumenops schiapelliae Mello-Leitão, 1944 (Argentina)
- Misumenops schlingeri Schick, 1965 (EUA)
- Misumenops sierrensis Schick, 1965 (EUA)
- Misumenops silvarum Mello-Leitão, 1929 (Brasil)
- Misumenops souzai (Soares, 1942) (Brasil)
- Misumenops spinifer (Piza, 1937) (Brasil)
- Misumenops spinitarsis Mello-Leitão, 1932 (Brasil)
- Misumenops spinulosissimus (Berland, 1936) (Illes Cap Verd)
- Misumenops spiralis F. O. P.-Cambridge, 1900 (Guatemala)
- Misumenops splendens (Keyserling, 1880) (Mèxic)
- Misumenops temibilis (Holmberg, 1876) (Argentina)
- Misumenops temihana Garb, 2006 (Society Islands)
- Misumenops turanicus Charitonov, 1946 (Uzbekistan)
- Misumenops variegatus Mello-Leitão, 1917 (Brasil)
- Misumenops varius (Keyserling, 1880) (Colòmbia)
- Misumenops velatus (Simon, 1900) (Hawaii)
- Misumenops verityi Schick, 1965 (EUA)
- Misumenops xiushanensis Song & Chai, 1990 (Xina)
- Misumenops zeugma Mello-Leitão, 1929 (Brasil)
- Misumenops zhangmuensis (Hu & Li, 1987) (Xina)

### Modysticus
Modysticus Gertsch, 1953
- Modysticus floridanus (Banks, 1895) (EUA)
- Modysticus imitatus (Gertsch, 1953) (Mèxic)
- Modysticus modestus (Scheffer, 1904) (EUA)
- Modysticus okefinokensis (Gertsch, 1934) (EUA)

### Monaeses
Monaeses Thorell, 1869
- Monaeses aciculus (Simon, 1903) (Nepal fins al Japó, Filipines)
- Monaeses attenuatus O. P.-Cambridge, 1899 (Sri Lanka)
- Monaeses austrinus Simon, 1910 (Oest, Àfrica Meridional)
- Monaeses brevicaudatus L. Koch, 1874 (Queensland)
- Monaeses caudatus Tang & Song, 1988 (Xina)
- Monaeses cinerascens (Thorell, 1887) (Sri Lanka, Myanmar)
- Monaeses fasciculiger Jézéquel, 1964 (Costa d'Ivori)
- Monaeses fuscus Dippenaar-Schoeman, 1984 (Sud-àfrica)
- Monaeses gibbus Dippenaar-Schoeman, 1984 (Sud-àfrica)
- Monaeses greeni O. P.-Cambridge, 1899 (Sri Lanka)
- Monaeses griseus Pavesi, 1897 (Etiòpia fins a Sud-àfrica)
- Monaeses guineensis Millot, 1942 (Guinea)
- Monaeses habamatinikus Barrion & Litsinger, 1995 (Filipines)
- Monaeses israeliensis Levy, 1973 (Israel, Lebanon, Àsia central)
- Monaeses jabalpurensis Gajbe & Rane, 1992 (Índia)
- Monaeses lucasi (Taczanowski, 1872) (Guyana)
- Monaeses mukundi Tikader, 1980 (Índia)
- Monaeses nigritus Simon, 1909 (Vietnam)
- Monaeses pachpediensis (Tikader, 1980) (Índia)
- Monaeses paradoxus (Lucas, 1846) (Europa fins a Azerbaijan, Àfrica)
- Monaeses parvati Tikader, 1963 (Índia)
- Monaeses pustulosus Pavesi, 1895 (Etiòpia fins a Sud-àfrica)
- Monaeses quadrituberculatus Lawrence, 1927 (Àfrica Meridional)
- Monaeses reticulatus (Simon, 1909) (Vietnam)
- Monaeses tuberculatus (Thorell, 1895) (Myanmar)
- Monaeses xiphosurus Simon, 1907 (Guinea-Bissau)
- Monaeses xyphoides L. Koch, 1874 (Queensland)

### MEUAeus
MEUAeus Thorell, 1890
- MEUAeus politus Thorell, 1890 (Sumatra)

### Mystaria
Mystaria Simon, 1895
- Mystaria rufolimbata Simon, 1895 (Àfrica Occidental)
- Mystaria unicolor Simon, 1895 (Sierra Leone)

### Narcaeus
Narcaeus Thorell, 1890
- Narcaeus picinus Thorell, 1890 (Java)

### Nyctimus
Nyctimus Thorell, 1877
- Nyctimus bistriatus Thorell, 1877 (Sumatra, Sulawesi)

### Ocyllus
Ocyllus Thorell, 1887
- Ocyllus binotatus Thorell, 1887 (Myanmar)
- Ocyllus pallens Thorell, 1895 (Myanmar)

### Onocolus
Onocolus Simon, 1895
- Onocolus biocellatus Mello-Leitão, 1948 (Guyana)
- Onocolus compactilis Simon, 1895 (Perú, Brasil)
- Onocolus eXinatus (Taczanowski, 1873) (Veneçuela fins a Brasil)
- Onocolus echinicaudus Mello-Leitão, 1929 (Brasil, Paraguai)
- Onocolus echinurus Mello-Leitão, 1929 (Brasil)
- Onocolus eloaeus Lise, 1980 (Brasil)
- Onocolus garruchus Lise, 1979 (Brasil)
- Onocolus granulosus Mello-Leitão, 1929 (Perú, Brasil)
- Onocolus infelix Mello-Leitão, 1941 (Brasil)
- Onocolus intermedius (Mello-Leitão, 1929) (Brasil, Paraguai)
- Onocolus latiductus Lise, 1980 (Sud Amèrica)
- Onocolus mitralis Lise, 1979 (Veneçuela, Brasil)
- Onocolus pentagonus (Keyserling, 1880) (Panamà fins a Brasil)
- Onocolus perditus Mello-Leitão, 1929 (Brasil)
- Onocolus simoni Mello-Leitão, 1915 (Brasil, Perú)
- Onocolus trifolius Mello-Leitão, 1929 (Brasil)

### Ostanes
Ostanes Simon, 1895
- Ostanes pristis Simon, 1895 (Àfrica Occidental)

### Oxytate
Oxytate L. Koch, 1878
- Oxytate argenteooculata (Simon, 1886) (Central, Est, Àfrica Meridional)
- Oxytate attenuata (Thorell, 1895) (Myanmar)
- Oxytate bhutanica Ono, 2001 (Bhutan)
- Oxytate chlorion (Simon, 1906) (Índia)
- Oxytate concolor (Caporiacco, 1947) (Etiòpia)
- Oxytate elongata (Tikader, 1980) (Índia)
- Oxytate forcipata Zhang & Yin, 1998 (Xina)
- Oxytate greenae (Tikader, 1980) (Illes Andaman)
- Oxytate guangxiensis He & Hu, 1999 (Xina)
- Oxytate hoshizuna Ono, 1978 (Xina, Japó)
- Oxytate isolata (Hogg, 1914) (Oest d'Austràlia)
- Oxytate jannonei (Caporiacco, 1940) (Etiòpia)
- Oxytate leruthi (Lessert, 1943) (Àfrica Central i Occidental)
- Oxytate minuta Tang, Yin & Peng, 2005 (Xina)
- Oxytate parallela (Simon, 1880) (Xina, Corea)
- Oxytate phaenopomatiformis (Strand, 1907) (Zanzíbar)
- Oxytate ribes (Jézéquel, 1964) (Costa d'Ivori)
- Oxytate sangangensis Tang i cols., 1999 (Xina)
- Oxytate striatipes L. Koch, 1878 (Rússia, Xina, Corea, Taiwan, Japó)
- Oxytate subvirens (Strand, 1907) (Sri Lanka)
- Oxytate taprobane Benjamin, 2001 (Sri Lanka)
- Oxytate virens (Thorell, 1891) (Vietnam, Singapur)

### Ozyptila
Ozyptila Simon, 1864
- Ozyptila aculeipes Strand, 1906 (Tunísia)
- Ozyptila aculipalpa Wunderlich, 1995 (Iran)
- Ozyptila Amèricana Banks, 1895 (EUA, Canadà)
- Ozyptila amkhasensis Tikader, 1980 (Índia)
- Ozyptila ankarensis Karol, 1966 (Turquia)
- Ozyptila annulipes (Lucas, 1846) (Algèria)
- Ozyptila arctica Kulczyn'ski, 1908 (Holàrtic)
- Ozyptila aspex Pavesi, 1895 (Etiòpia)
- Ozyptila atlantica Denis, 1963 (Illes Canàries, Salvages)
- Ozyptila atomaria (Panzer, 1801) (Paleàrtic)
- Ozyptila barbara Denis, 1945 (Algèria)
- Ozyptila beaufortensis Strand, 1916 (EUA, Canadà)
- Ozyptila bejarana Urones, 1998 (Espanya)
- Ozyptila bicuspis Simon, 1932 (Espanya, França)
- Ozyptila brevipes (Hahn, 1826) (Paleàrtic)
- Ozyptila caenosa Jézéquel, 1966 (Costa d'Ivori)
- Ozyptila callitys (Thorell, 1875) (Tunísia)
- Ozyptila chandosiensis Tikader, 1980 (Índia)
- Ozyptila claveata (Walckenaer, 1837) (Paleàrtic)
- Ozyptila clavidorsa Roewer, 1959 (Turquia)
- Ozyptila clavigera (O. P.-Cambridge, 1872) (Israel)
- Ozyptila confluens (C. L. Koch, 1845) (Europa Meridional, Síria)
- Ozyptila conostyla Hippa, Koponen & Oksala, 1986 (Turquia fins a Turkmenistan)
- Ozyptila conspurcata Thorell, 1877 (EUA, Canadà)
- Ozyptila creola Gertsch, 1953 (EUA)
- Ozyptila curvata Dondale & Redner, 1975 (EUA, Canadà)
- Ozyptila danubiana Weiss, 1998 (Romania)
- Ozyptila distans Dondale & Redner, 1975 (EUA, Canadà)
- Ozyptila elegans (Blackwall, 1870) (Itàlia)
- Ozyptila flava Simon, 1875 (Espanya)
- Ozyptila formosa Bryant, 1930 (EUA)
- Ozyptila fukushimai Ono, 2002 (Japó)
- Ozyptila furcula L. Koch, 1882 (Illes Balears)
- Ozyptila fusca (Grube, 1861) (Rússia)
- Ozyptila gasanensis Paik, 1985 (Corea)
- Ozyptila Geòrgiana Keyserling, 1880 (EUA, Canadà)
- Ozyptila gertschi Kurata, 1944 (Holàrtic)
- Ozyptila geumoensis Seo & Sohn, 1997 (Corea)
- Ozyptila grisea Roewer, 1955 (Iran, Afganistan)
- Ozyptila hardyi Gertsch, 1953 (EUA)
- Ozyptila heterophthalma Berland, 1938 (Noves Hèbrides)
- Ozyptila inaequalis (Kulczyn'ski, 1901) (Rússia, Kazakhstan, Mongòlia, Xina)
- Ozyptila inglesi Schick, 1965 (EUA)
- Ozyptila jabalpurensis Bhandari & Gajbe, 2001 (Índia)
- Ozyptila jeholensis Saito, 1936 (Xina)
- Ozyptila judaea Levy, 1975 (Israel)
- Ozyptila kaszabi Marusik & Logunov, 2002 (Mongòlia, Xina)
- Ozyptila khasi Tikader, 1961 (Índia)
- Ozyptila ladina Thaler & Zingerle, 1998 (Itàlia)
- Ozyptila laevis Denis, 1954 (Marroc)
- Ozyptila leprieuri Simon, 1875 (Marroc, Algèria)
- Ozyptila lugubris (Kroneberg, 1875) (Rússia, Àsia central)
- Ozyptila lutosa Ono & Martens, 2005 (Iran)
- Ozyptila maculosa Hull, 1948 (Anglaterra)
- Ozyptila makidica Ono & Martens, 2005 (Iran)
- Ozyptila manii Tikader, 1961 (Índia)
- Ozyptila maratha Tikader, 1971 (Índia)
- Ozyptila matsumotoi Ono, 1988 (Japó)
- Ozyptila metschensis Strand, 1906 (Etiòpia, Àfrica Oriental)
- Ozyptila mingrelica Mcheidze, 1971 (Geòrgia)
- Ozyptila monroensis Keyserling, 1884 (EUA, Canadà)
- Ozyptila nigristerna Dalmas, 1922 (Itàlia)
- Ozyptila nipponica Ono, 1985 (Xina, Corea, Japó)
- Ozyptila nongae Paik, 1974 (Rússia, Xina, Corea, Japó)
- Ozyptila numida (Lucas, 1846) (Algèria)
- Ozyptila omega Levy, 1975 (Israel)
- Ozyptila orientalis Kulczyn'ski, 1926 (Rússia, Xina, Japó)
  - Ozyptila orientalis basegica Esyunin, 1992 (Rússia)
- Ozyptila pacifica Banks, 1895 (EUA, Canadà)
- Ozyptila panganica Caporiacco, 1947 (Àfrica Oriental)
- Ozyptila parvimana Simon, 1886 (Senegal)
- Ozyptila patellibidens Levy, 1999 (Israel)
- Ozyptila pauxilla (Simon, 1870) (Mediterrani Occidental)
- Ozyptila perplexa Simon, 1875 (Espanya, França, Algèria)
- Ozyptila praticola (C. L. Koch, 1837) (Holàrtic)
- Ozyptila pullata (Thorell, 1875) (Paleàrtic)
- Ozyptila rauda Simon, 1875 (Paleàrtic)
- Ozyptila reenae Basu, 1964 (Índia)
- Ozyptila rigida (O. P.-Cambridge, 1872) (Israel, Saudi Arabia, Azerbaijan)
- Ozyptila sakhalinensis Ono, Marusik & Logunov, 1990 (Rússia, Japó)
- Ozyptila sanctuaria (O. P.-Cambridge, 1871) (Europa)
- Ozyptila scabricula (Oestring, 1851) (Paleàrtic)
- Ozyptila secreta Thaler, 1987 (Suïssa, Itàlia)
- Ozyptila shuangqiaoensis Yin i cols., 1999 (Xina)
- Ozyptila simplex (O. P.-Cambridge, 1862) (Paleàrtic)
- Ozyptila sincera Kulczyn'ski, 1926 (Holàrtic)
  - Ozyptila sincera canadensis Dondale & Redner, 1975 (EUA, Canadà, Alaska)
  - Ozyptila sincera oraria Dondale & Redner, 1975 (EUA)
- Ozyptila spinosissima Caporiacco, 1934 (Karakorum)
- Ozyptila spirembola Wunderlich, 1995 (Turquia)
- Ozyptila strandi Kolosváry, 1939 (Montenegro)
- Ozyptila tenerifensis Wunderlich, 1992 (Illes Canàries)
- Ozyptila theobaldi Simon, 1885 (Índia)
- Ozyptila tricoloripes Strand, 1913 (Israel, Azerbaijan, Turkmenistan)
- Ozyptila trux (Blackwall, 1846) (Paleàrtic (Canadà, introduïda))
  - Ozyptila trux devittata Strand, 1901 (Noruega)
- Ozyptila umbraculorum Simon, 1932 (Portugal, Espanya, França)
- Ozyptila utotchkini Marusik, 1990 (Rússia)
- Ozyptila varica Simon, 1875 (Algèria)
- Ozyptila Oestringi (Thorell, 1873) (Holanda, Alemanya)
- Ozyptila wuchangensis Tang & Song, 1988 (Xina)
- Ozyptila yosemitica Schick, 1965 (EUA)